# Autostrada A56

La carreggiata verso l'autostrada A1

L'autostrada A56 Tangenziale di Napoli costituisce l'asse di attraversamento principale di detta città. Lunga 20 km, è interamente gestita da Tangenziale di Napoli S.p.A. del gruppo Autostrade per l'Italia.
Il suo tracciato inizia a Capodichino, al termine del ramo Capodichino dell'autostrada A1, e attraversa l'intera città di Napoli da oriente a occidente sino a raggiungere l'area flegrea di Pozzuoli.

## Storia
Il progetto dell'infrastruttura prende vita il 31 gennaio 1968 quando venne firmata una convenzione tra l'Anas e Infrasud, del gruppo IRI-Italstat, per la costruzione ed il successivo affidamento della gestione per 33 anni del percorso viario. L'intera arteria fu costruita con capitali al 70% Iri, 15% Sme, 15% Banco di Napoli. Progettata da Spea e realizzata da Italstrade, il costo dell'opera venne stimato in 46 miliardi di lire (circa 535 milioni di euro calcolata l'inflazione).
Il primo tratto venne inaugurato l'8 luglio 1972 tra la Domitiana e Fuorigrotta, seguito dall'inaugurazione negli anni successivi degli ulteriori tratti sino a Capodichino, raggiungibile dal 16 novembre 1975. Ulteriori aperture del 1976 e del 1977 furono gli svincoli di Corso Malta e di Capodimonte. Nel 1992 l'ultimo svincolo aperto, quello della Zona Ospedaliera (l'unico esistente solo in uscita, ma esiste un progetto per realizzarne anche l'entrata).

## L'autostrada oggi

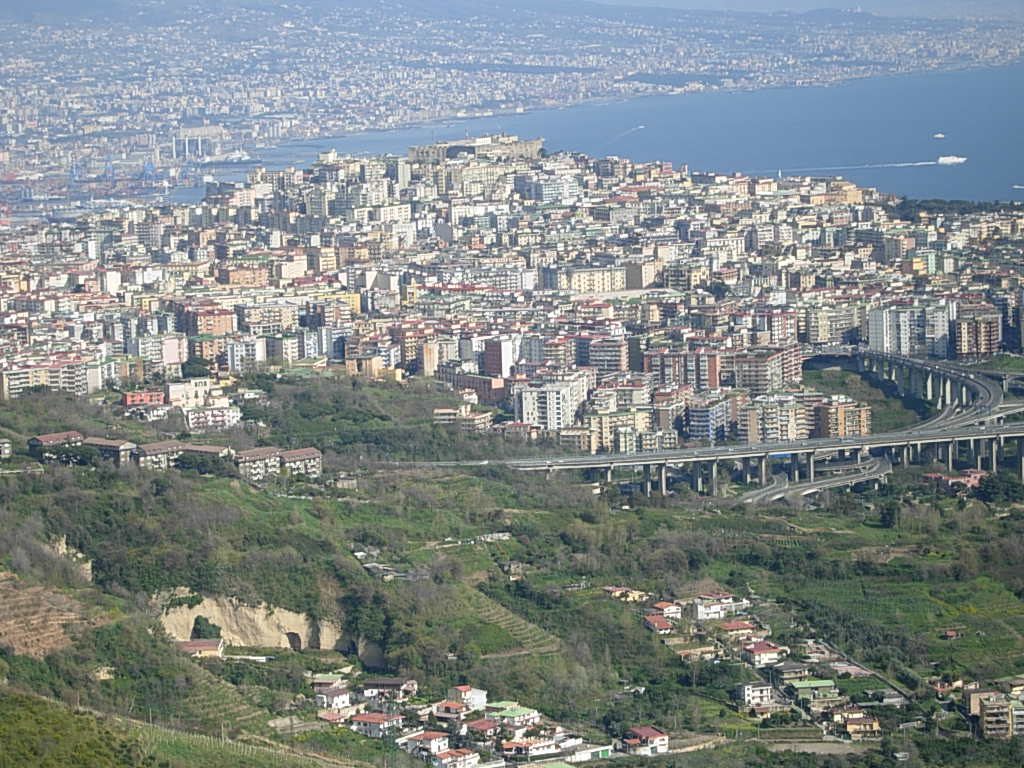
Tratto di tangenziale, si nota il viadotto Arena Sant'Antonio con gli svincoli

La tangenziale è costituita da 3 corsie per senso di marcia e termina a Capodichino, dove si immette sull'autostrada del Sole tramite il Ramo Capodichino.
Le opere ingegneristiche più evidenti sono il viadotto Capodichino (1360 metri e altezza massima 60 metri), il viadotto Arena Sant'Antonio (812 metri), il viadotto Fontanelle (230 metri) e le gallerie Vomero (1035 metri) e Capodimonte (1060 metri).
È l'unico asse urbano interamente a pedaggio, a forfait, indipendente quindi dalla distanza percorsa, di 1€ (alla sua apertura, nel 1972, era di 300 lire) e si paga sempre in uscita: le tangenziali di Milano e Torino, al contrario, si pagano solo per l'attraversamento, solo in alcuni punti.
In origine, il pedaggio sarebbe dovuto servire a ripagare le spese di costruzione dell'opera, realizzata con capitale interamente privato, e rimanere, in seguito a un accordo con l'Anas, fino al 2001. Il pedaggio, nonostante l'accordo fosse scaduto, è rimasto, senza motivazioni ufficiali, per sette anni, dal 2001 al 2008. Nel 2008 è stato firmato un nuovo accordo e, pertanto, ora il pedaggio rimane ufficialmente per finanziare interventi, concordati dalla società di gestione della tangenziale, in zona ospedaliera.
Gli introiti, derivanti dal pedaggio, ammontano a circa 6 milioni di euro al mese.
Lungo tutta la tangenziale sono presenti 65 telecamere (34 nelle gallerie), barriere fonoassorbenti e display informativi gestiti da una complessa sala monitoraggio. Nel complesso tra casellanti e funzionari gli addetti sono circa 350.
A causa dell'elevato numero di incidenti stradali, la velocità massima consentita lungo l'intero asse è limitata a 80 km/h e controllata 24 ore su 24 mediante postazioni Tutor.
Il flusso di traffico che interessa questo tratto autostradale è di circa 270.000 attraversamenti al giorno.
La gestione della tangenziale è di competenza di Tangenziale di Napoli S.p.A., società del gruppo Autostrade per l'Italia.

## Tariffe
| Tangenziale di Napoli - Storico tariffe (Classe A) |           |
| Anno                                               | Tariffa   |
| 1972                                               | 300 Lire  |
| 1974                                               | 400 Lire  |
| 1977                                               | 500 Lire  |
| 1990                                               | 600 Lire  |
| 1991                                               | 700 Lire  |
| 1994                                               | 800 Lire  |
| 1995                                               | 1000 Lire |
| 1997                                               | 1100 Lire |
| 1999                                               | 1200 Lire |
| 2002                                               | 0,65 €    |
| 2008                                               | 0,70 €    |
| 2009                                               | 0,75 €    |
| 2010                                               | 0,80 €    |
| 2011                                               | 0,85 €    |
| 2012                                               | 0,90 €    |
| 2014                                               | 0,95 €    |
| 2018                                               | 1 €       |
| 2019                                               | 1 €       |
| 2020                                               | 1 €       |
| 2021                                               | 1 €       |
| 2022                                               | 1 €       |
| 2024                                               | 1 €       |
| 2025                                               | 1 €       |

## Opere d'ingegneria

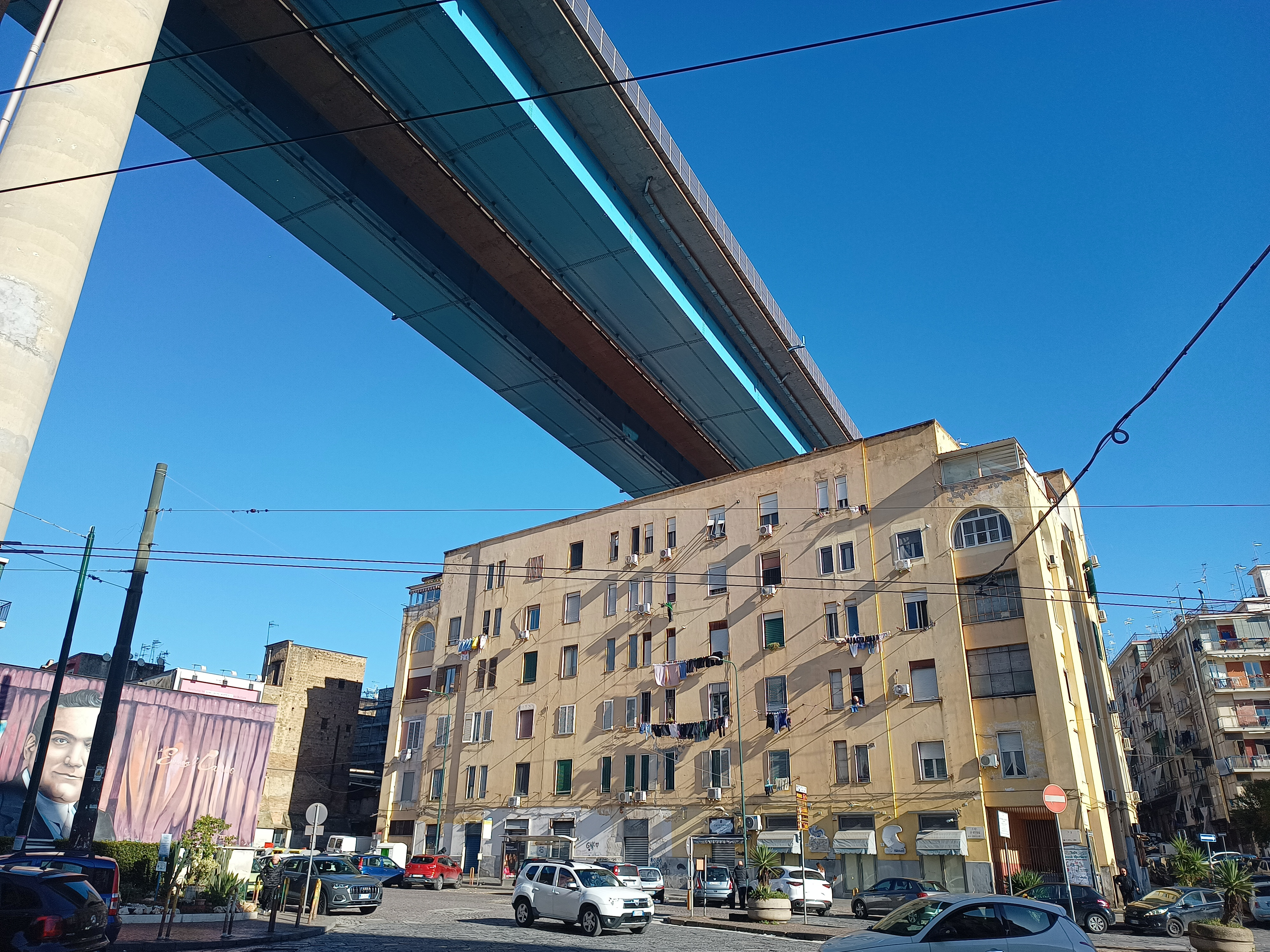
Viadotto di Capodichino, passaggio sopra piazza Ottocalli.

### Viadotti
Lungo il percorso vi sono 3,191 km di viadotti che rappresentano il 15,8% dello sviluppo del tracciato, se ne contano otto. Qui sono elencati per di lunghezza crescente:
| Tangenziale di Napoli - Tabella viadotti |           |                              |
| Nome                                     | Lunghezza | Note                         |
| Domitiana                                | 56 m      |                              |
| Calata San Domenico                      | 160 m     |                              |
| Via Campana                              | 190 m     |                              |
| Miano-Agnano                             | 190 m     |                              |
| Cassiodoro                               | 193 m     |                              |
| Fontanelle                               | 230 m     |                              |
| Arena Sant'Antonio                       | 812 m     |                              |
| Capodichino                              | 1360 m    | L'altezza massima è 60 metri |

1. ↑  La lunghezza è quella rilevata sulla segnaletica presente ad inizio viadotto

### Gallerie
Le gallerie sono pari a 3,775 m e rappresentano il 19,7% dello sviluppo del tracciato; vi sono in tutto 4 gallerie naturali (ovviamente tutte a doppia canna, una per senso di marcia). Qui sono elencate in ordine di lunghezza crescente:
| Tangenziale di Napoli - Tabella delle gallerie |          |             |
| Nome                                           | Tipo     | Lunghezza   |
| Solfatara                                      | naturale | 820 m/890 m |
| Sant'Angelo                                    | naturale | 860 m       |
| Vomero                                         | mista    | 1035 m      |
| Capodimonte                                    | naturale | 1060 m      |

1. ↑  La lunghezza è quella rilevata sulla segnaletica presente ad inizio galleria

## Percorso
| TANGENZIALE DI NAPOLI |      | |      |      |                     |
| n°                    | Tipo | Indicazione | ↓km↓ | ↑km↑ | Città metropolitana |
|                       |      | Ramo Capodichino SP527 Casoria-Afragola Asse Mediano Bari-Avellino-Benevento Salerno Reggio Calabria                                      | -    | -    | Napoli              |
|                       |      | Aeroporto Internazionale di Napoli Circumvallazione Esterna di Napoli                                                                     | -    | -    | Napoli              |
|                       |      | Capodichino - Secondigliano | -    | -    | Napoli              |
|                       |      | Area servizio Doganella ovest | ***  | -    | Napoli              |
|                       |      | Doganella | -    | -    | Napoli              |
|                       |      | Barriera Doganella |      |      | Napoli              |
|                       |      | Corso Malta Poggioreale Stazione di Napoli Centrale Porto del Centro direzionale Ponticelli - Barra Cercola del Vesuvio Pomigliano Acerra | -    | -    | Napoli              |
|                       |      | Area servizio Scudillo | -    | -    | Napoli              |
|                       |      | Capodimonte Rione Sanità Ospedale San Gennaro                                                                                             | -    | -    | Napoli              |
|                       |      | Arenella Ospedale Santobono Quartieri Spagnoli                                                                                            | -    | -    | Napoli              |
|                       |      | Zona Ospedaliera Stazione Colli Aminei metro Linea 1                                                                                      | -    | -    | Napoli              |
|                       |      | Camaldoli | -    |      | Napoli              |
|                       |      | Vomero Posillipo Asse Viario via Pigna Soccavo Pianura                                                                                    | -    | -    | Napoli              |
|                       |      | Fuorigrotta Stadio Diego Armando Maradona Piscina Scandone Edenlandia Mergellina Bagnoli Pianura                                          | -    | -    | Napoli              |
|                       |      | Area servizio Agnano agli Astroni | -    | -    | Napoli              |
|                       |      | Agnano - "Italia 90" Terme Ippodromo Edenlandia Riserva naturale Cratere degli Astroni Pianura                                            | -    | -    | Napoli              |
|                       |      | Barriera Pozzuoli |      |      | Napoli              |
|                       |      | Area servizio Antica Campana | -    | -    | Napoli              |
|                       |      | Via Campana Pozzuoli | -    | -    | Napoli              |
|                       |      | Cuma Terme | -    | -    | Napoli              |
|                       |      | Arco Felice - Pozzuoli - Bacoli | -    | -    | Napoli              |
|                       |      | Domiziana | -    | -    | Napoli              |